# Caprischasia
Caprischasia is een kevergeslacht uit de familie van de boktorren (Cerambycidae). De wetenschappelijke naam van het geslacht werd voor het eerst geldig gepubliceerd in 2013 door Clarke.

## Soorten
Caprischasia omvat de volgende soorten:
- Caprischasia serjaniaphila Clarke, 2013
- Caprischasia tommyi (Hovore, 1990)